# لوتشيانو تيكسيرا
لوتشيانو تيكسيرا هو لاعب كرة قدم غيني بيساوي في مركز الوسط، ولد في 10 أكتوبر 1993 في بيساو في غينيا بيساو. شارك مع منتخب غينيا بيساو لكرة القدم. أما مع النوادي، فقد لعب مع نادي ميتز.

## وصلات خارجية
- لوتشيانو تيكسيرا على موقع قاعدة بيانات كرة القدم.إي يو (الإنجليزية)
- لوتشيانو تيكسيرا على موقع ناشيونال فوتبول تيمز (الإنجليزية)
- لوتشيانو تيكسيرا على موقع Soccerway.com (الإنجليزية)
- لوتشيانو تيكسيرا على موقع AS.com (الإسبانية)